# نغمية

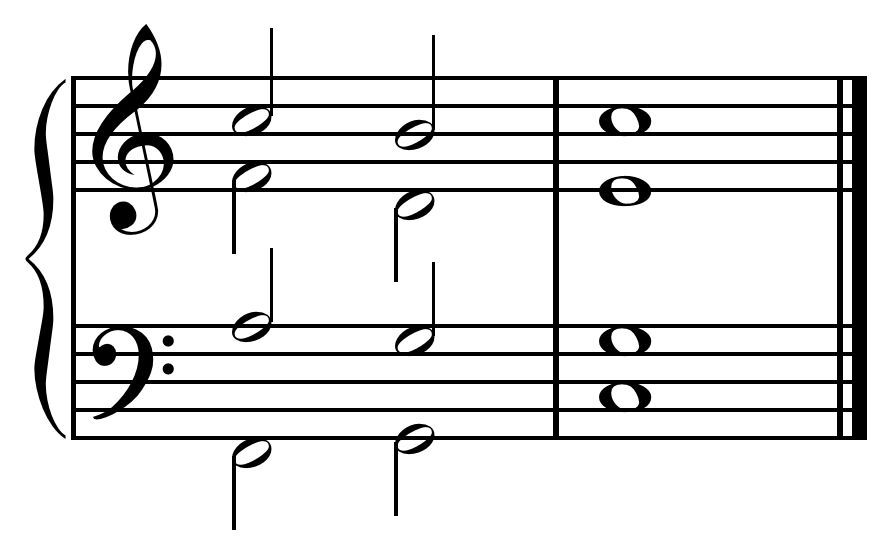

النغمية هي ترتيب حدة و/أو تآلف العمل الموسيقي في تسلسل هرمي للعلاقات والاستقرار والجاذبية والاتجاه. في هذا التسلسل الهرمي، تُسمى الحدة الفردية أو التآلف الثالوثي، الذي يتمتع بأكبر قدر من الاستقرار، بنغمة القرار. يشير أصل تآلف نغمة القرار إلى الاسم المُعطى للمفتاح الموسيقي؛ لذلك في مفتاح سي ميجور، تشير نوتة سي إلى كل من قرار المقياس وأصل تآلف القرار (الذي هو سي إي جي). غالبًا ما تبدأ أغاني موسيقى الفولك البسيطة وتنتهي بنوتة قرار موسيقية. الاستخدام الأكثر شيوعًا للمصطلح «هو لتحديد ترتيب الظواهر الموسيقية حول قرار مرجعي في الموسيقى الأوروبية بين عامي 1600 و1910 تقريبًا» (هاير2001). قد تستخدم أو تتجنب الموسيقى الكلاسيكية المعاصرة بين عام 1910 والعقد الأول من القرن الحادي والعشرين أي نوع من النغمية - لكن الانسجام في كل الموسيقى الغربية الشائعة تقريبًا يظل نغمياً . يتضمن الانسجام في موسيقى الجاز الكثير لكن ليس جميع الصفات النغمية لفترة الممارسة الشائعة الأوروبية، التي تُسمى أحيانًا «الموسيقى الكلاسيكية».
«كل التعبيرات الاصطلاحية الانسجامية في الموسيقى الشائعة نغمية، ولا شيء بدون وظيفة» (تاغ 2003، 534). النغمية هي نظام مُنظم من النغمات (على سبيل المثال، نغمات مقياس ميجور أو ماينور) حيث تصبح نغمة واحدة (نغمة القرار) النقطة المركزية للنغمات المتبقية. تُحدد جميع النغمات الأخرى في العمل النغمي الموسيقي من حيث علاقتها بنغمة القرار. في النغمية، فإن نغمة القرار (مركز النغمية) هو نغمة الاسترخاء والاستقرار الكاملين، وهي الهدف الذي تقود إليه النغمات الأخرى (بينوارد وساكير 200.، 36). تلعب القفلة (الوصول إلى نقطة السكون) حيث يتحول التآلف الثابت أو التآلف السابع الثابت إلى تآلف القرار دورًا مهمًا في تحديد نغمية العمل الموسيقي. «الموسيقى النغمية هي موسيقى مُوحدة وذات أبعاد. تكون الموسيقى مُوحدة إذا كانت قابلة للإحالة بشكل شامل إلى نظام ما قبل التأليف الموسيقي المُولد بواسطة مبدأ بناء واحد مُشتق من نوع مقياس أساسي؛ إنها ذات أبعاد إذا كان من الممكن مع ذلك تمييزها عن هذا الترتيب السابق للتأليف الموسيقي» (بيت 1995، 299).
صاغ ألكسندر إتيان كورون (1810) مصطلح النغمية واستعاره فرانسوا جوزيف فيتيس عام 1840، (ريتي 1958؛ سيمز 1975، 119؛ جود 1998 إيه، 5؛ هايير 2001؛ براون 2005، الثالث عشر). لكن وفقًا لكارل داهلهاوس، فإن كاستيل بليز هو من صاغ المصطلح في عام 1821 (داهلهاوس 1967، 960؛ داهلهاوس 1980؛ 51). على الرغم من أن فيتيس استخدم النغنية كمصطلح عام للتنظيم الموسيقي وتحدث عن أنواع النغميات بدلًا من نظام واحد، يُستخدم المصطلح اليوم في الغالب للإشارة إلى نغمية الميجور ماينور، أي نظام التنظيم الموسيقي لفترة الممارسة الشائعة. يُطلق على نغمية الميجور ماينور أيضًا اسم النغمية الانسجامية (في عنوان كارل داهلهاوس 1990، ترجمة كتاب النغمية الانسجامية الألماني)، أو نغمية القرار الشامل، أو نغمية الممارسة الشائعة، أو النغمية الوظيفية، أو النغمية فحسب.